# Diferenças entre o ido e o novial
Novial foi criado por Otto Jespersen, que também foi um co-autor do Ido.  Ambas as linguagens baseiam seus vocabulários primariamente nas línguas germânicas e românicas mas diferem gramaticamente em diversas recomendações importantes. Comparações entre Ido, Novial, e outras línguas auxiliares internacionais notáveis formaram uma parte importante de estudos interlinguísticos. Por exemplo, ambos, Ido e Novial, estiveram dentre as línguas investigadas pela International Auxiliary Language Association (IALA), que desenvolveu a Interlingua. Este artigo é projetado para proporcionar uma visão geral das diferenças salientes e similaridades de Ido e Novial.
Novial é mais analítica do que Ido, e na visão de Jespersen, mais natural.

## Alfabetos e pronúnica
Ambos, Ido e Novial são escritos no alfabeto latino moderno sem diacríticos.
No sistema ortográfico fonético de Novial (1928, 1930), as principais diferenças entre o vocabulário de Novial e estes de outros sistemas vêm da supressão das letras C e Z. A letra S faz uma parte importante mas tende a distorcer a aparência visual de algumas palavras (sientie = ciência, sesa = cessar, sivil(i) = civil).

| Ido     | IPA          | Novial                                               |
| ------- | ------------ | ---------------------------------------------------- |
| A, a    | /a/          | A, a                                                 |
| B, b    | /b/          | B, b                                                 |
| C, c    | /ts/         | TS, ts                                               |
| CH, ch; | /tʃ/         | CH, ch                                               |
| D, d    | /d/          | D, d                                                 |
| E, e    | /e/ or /ɛ/   | E, e                                                 |
| F, f    | /f/          | F, f                                                 |
| G, g    | /ɡ/          | G, g                                                 |
| Dj, dj  | /dʒ/         | J, j                                                 |
| H, h    | /h/          | H, h                                                 |
| I, i    | /i/          | I, i                                                 |
| J, j    | /ʒ/          | J, j                                                 |
| K, k    | /k/          | K, k                                                 |
| L, l    | /l/          | L, l                                                 |
| M, m    | /m/          | M, m                                                 |
| N, n    | /n/          | N, n                                                 |
| O, o    | /o/ ou /ɒ/   | O, o                                                 |
| P, p    | /p/          | P, p                                                 |
| QU, qu  | /kw/ or /kv/ | QU, qu                                               |
| R, r    | /r/          | R, r                                                 |
| S, s    | /s/          | S, s (também Z,z)                                    |
| SH, sh  | /ʃ/          | SH, sh                                               |
| T, t    | /t/          | T, t                                                 |
| U, u    | /u/          | U, u                                                 |
| W, w    | /w/          | W, w (antes de uma vogal) U, u (depois de uma vogal) |
| V, v    | /v/          | V, v                                                 |
| X, x    | /ks/ or /ɡz/ | X, x                                                 |
| Y, y    | /j/          | Y, y                                                 |
| Z, z    | /z/          | Z, z (também S, s)                                   |

## Pronomes pessoais
|           | singular  | singular  | singular  | singular  | singular  | singular   | singular  | plural    | plural    | plural    | plural    | plural     | plural    | plural | indefinido |
| 1ª pessoa | 2ª pessoa | 2ª pessoa | 3ª pessoa | 3ª pessoa | 3ª pessoa | 3ª pessoa  | 1ª pessoa | 2ª pessoa | 3ª pessoa | 3ª pessoa | 3ª pessoa | 3ª pessoa  | 3ª pessoa |        | indefinido |
| 1ª pessoa | familiar  | formal    | m.        | f.        | n.        | pan-gênero | 1ª pessoa | 2ª pessoa | m.        | f.        | n.        | pan-gênero | Reflexivo |        | indefinido |
| --------- | --------- | --------- | --------- | --------- | --------- | ---------- | --------- | --------- | --------- | --------- | --------- | ---------- | --------- | ------ | ---------- |
| Português | Eu        | Tu        | Você      | Ele       | Ela       | Isso       | Ele/Isso  | Nós       | Vós       |           |           |            | Eles      |        | Um         |
| Ido       | me        | tu        | vu        | il(u)     | el(u)     | ol(u)      | lu        | ni        | vi        | ili       | eli       | oli        | li        | su     | on(u)      |
| Novial    | me        | vu        | vu        | lo        | la        | lu(m)      | le        | nus       | vus       | los       | las       | lus        | les       | se     | on         |

## Sistemas verbais
As gramáticas de Novial e Ido diferem substancialmente na forma que os diversos tempos verbais, modos verbais e vozes dos verbos são expressados. Ambos usam uma combinação de verbo auxiliar e terminações verbais. Entretanto, Novial usa muitos verbos auxiliares e poucas terminações, enquanto Ido usa apenas um verbo auxiliar e um grande número de terminações verbais.
Como muitas línguas auxiliares internacionais, todas formas verbais em Ido e Novial são independentes da pessoa (1ª, 2ª ou 3ª pessoas) e número (singular ou plural).

## Exemplo de linguagem para comparação
A oração do Pai Nosso em ambas as línguas:
| Versão em Ido: Patro nia, qua esas en la cielo, tua nomo santigesez; tua regno advenez; tua volo facesez quale en la cielo tale anke sur la tero. Donez a ni cadie l'omnidiala pano, e pardonez a ni nia ofensi, quale anke ni pardonas a nia ofensanti, e ne duktez ni aden la tento, ma liberigez ni del malajo. | Versão em Novial: Nusen Patre, kel es in siele, mey vun nome bli sanktifika, mey vun regno veni; mey on fa vun volio kom in siele anke sur tere. Dona a nus disidi li omnidiali pane, e pardona a nus nusen ofensos, kom anke nus pardona a nusen ofensantes, e non dukte nus en tentatione, ma liberisa nus fro malu. |